# Akt (teater)
En teaterpjäs delas oftast in i flera akter. Hur denna indelning görs varierar mellan olika pjäser, men den baseras nästan alltid på viktiga händelser i pjäsens handling. Med andra ord läggs varje aktpaus på ett sådant sätt att den inte stoppar upp handlingsförloppet. En vanlig användning är till exempel att lägga aktpausen då man ska byta mellan två olika scenbilder. Varje akt delas sedan in i en eller flera scener.